# 懸谷
懸谷（けんこく）は、本流の侵食力が支流と比べて強いために、本流のほうが谷底が一段低くなり、滝または早瀬となって合流している場所の地形を指す。懸垂谷、またはハンギングバリー（hanging valley）とも称する。
幼年期の谷、段丘などの地形においてよくみられる。内陸部では長瀞渓谷、海岸部では屏風ヶ浦でも見ることができる。